# グランソンの戦い
グランソンの戦い（グランソンのたたかい、仏：Bataille de Grandson）とは、1476年3月2日に行われたブルゴーニュ戦争の中の戦いの一つ。ブルゴーニュ公シャルルが大敗を喫した戦いである。

## グランソン包囲

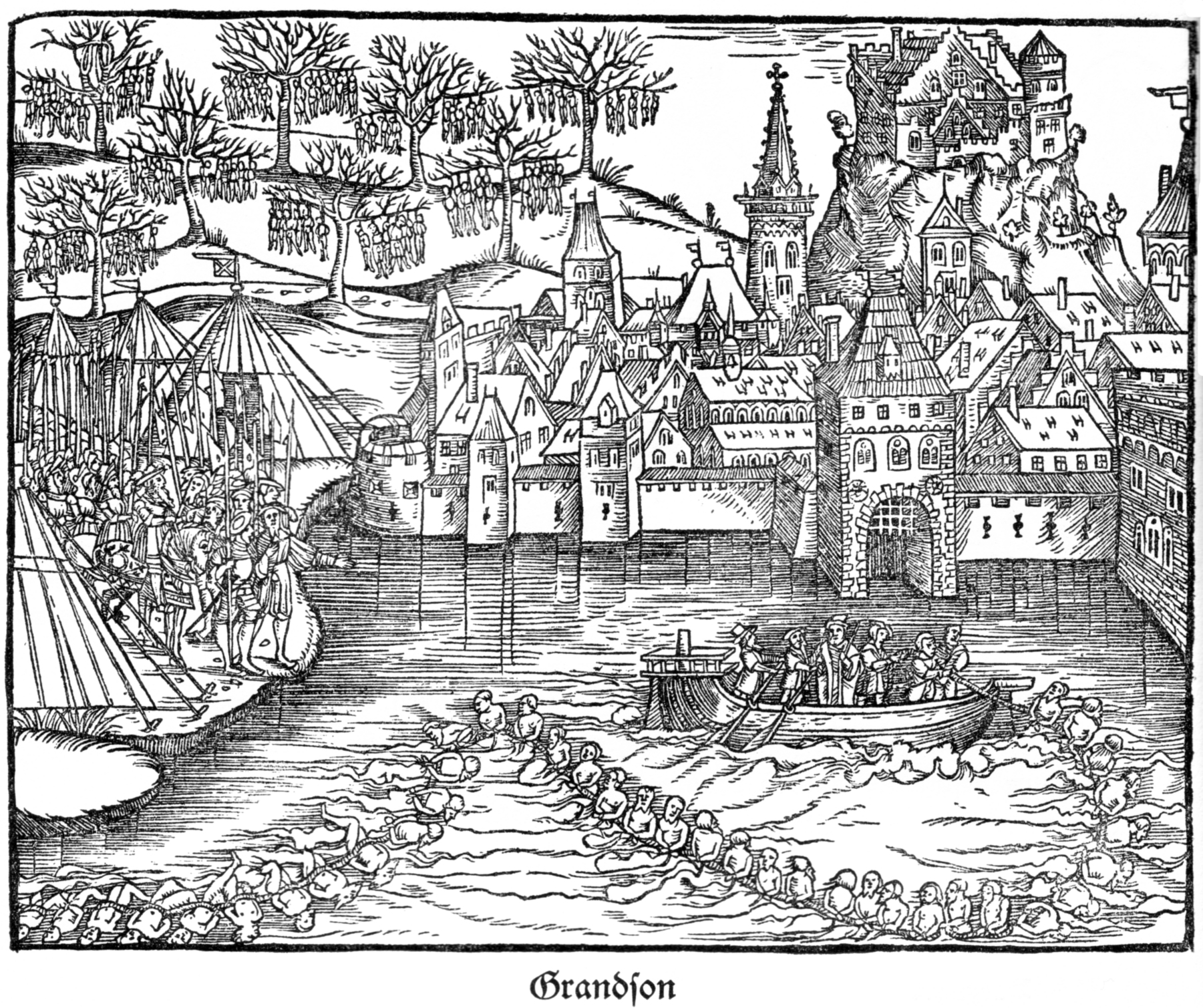
グランソン包囲と駐屯軍の処刑。ヨハン・シトゥムプフ画。

1476年2月の末、シャルル豪胆公（あるいは突進公とも呼ばれる）は、ヌーシャテル湖畔のグランソン城を包囲した。グランソンはシャルルの同盟者であるジャコモ・ディ・サヴォイアの所領であったが、前年にスイス盟約者団に奪われていた。シャルルは大規模な傭兵部隊と共に多くの大砲を率いており、その砲撃の威力が明らかになるとスイス側守備隊は落城の恐怖に怯えるようになった。ベルン州の強い影響下にあったスイスは、守備隊を救援すべく軍を編成した。援軍の接近を知らせる船がグランソンに向かったが、ブルゴーニュ軍の砲撃を恐れ城塞に接近することができなかった。船に乗った人々は援軍が近づいていることを身振りで城塞の中の人々に知らせようとしたが、守備隊はこれを誤解し、降伏を決断した。

## 捕虜の処刑

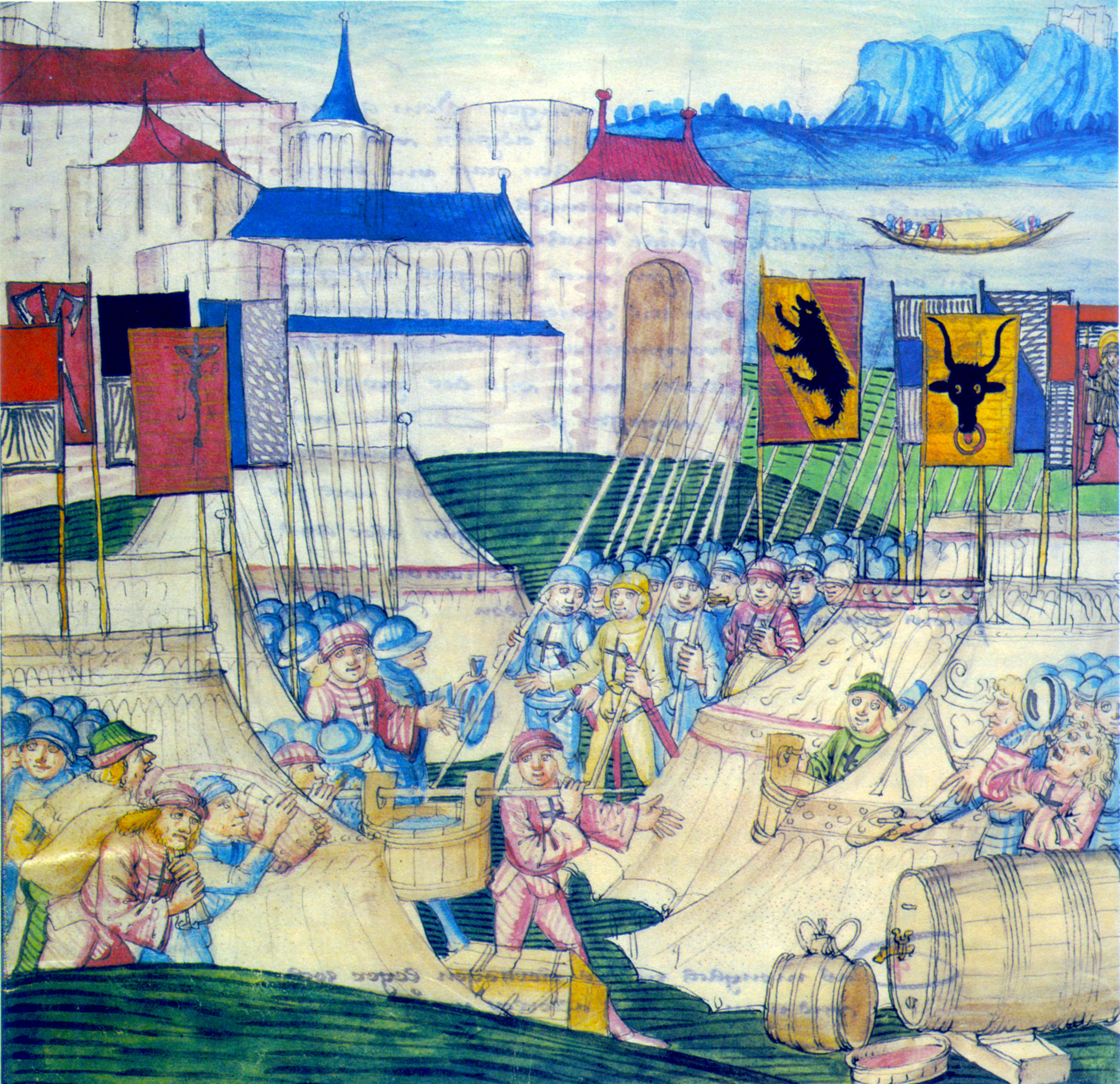
グランソン野営地の略奪。1483年ディーボルト・シリング（従兄）画。

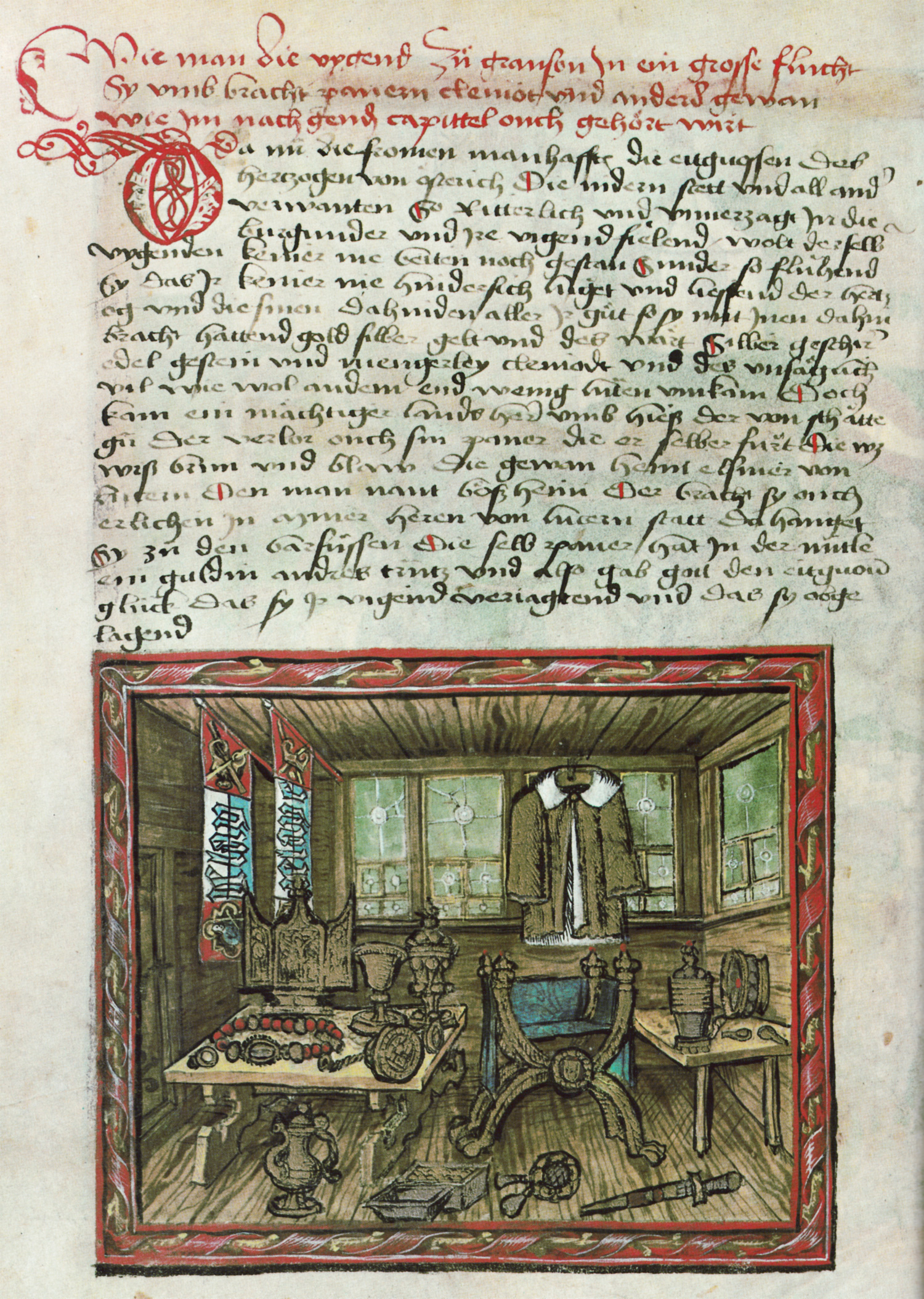
ルツェルンで陳列されたグランソンの戦利品。1513年ディーボルト・シリング（従弟）画。

スイス側の資料の記述は、シャルルが助命を保障したので守備隊は降伏したということで一致している。シャルルに同行していた歴史家パニガローラは、守備隊は突進公の慈悲に身を委ねたのであり、その処遇の決定権はシャルルにあったと主張している。シャルルは守備隊412人全員を処刑するよう命じた。その情景を描写するにあたってパニガローラは「衝撃的で恐ろしいできごと」と記し、スイス国内は恐怖に満たされるに違いないと述べている。1476年2月28日、犠牲者たち全てはシャルルの天幕の側を引き立てられ、木に吊されるか湖に沈められた。処刑には4時間かかった。

## グランソンの戦い
スイスは守備隊がどのような運命をたどったかという知らせを受けないまま、包囲が解かれることを願いつつ兵力を集めた。この援軍は20,000人強を数え、おそらくはブルゴーニュ軍をわずかに超えるほどであった。1476年3月2日、スイス軍はコンシスという町の近郊でシャルルの部隊に接近した。スイス軍は三手に分かれて進軍しており、前衛がブルゴーニュ軍と接触した。偵察が不十分であったため、シャルルはスイス軍の規模と陣形を把握できず、スイス軍の前衛のみを援軍の全てであると誤解した。シュヴィーツ、ベルン、ゾロトゥルンからの兵で編成された前衛部隊は、間もなく戦闘になることを察して、ひざまずき祈った。伝えられるところによると、彼らが「我らが主よ」、「アヴェ・マリア」と3回唱えたのを、ブルゴーニュ軍の一部が降伏の意思表示と見誤ったとされる。いずれにせよこの行動はブルゴーニュ軍の怒りを買い、シャルルは攻撃開始の命令を下した。彼らは「慈悲は与えない、お前達は全員死ぬのだ」と叫びながら突撃した。ブルゴーニュ軍の騎士はすぐにスイスの前衛を取り囲んだが、シャルルは重大な過ちを犯した。小競り合いの後、シャルルは、突撃を再興する前に砲撃でスイス軍の兵力を減らそうと、騎兵部隊に後退を命じた。まさにここの時、森の中を密かに接近してきたスイス軍の本隊が姿を現した。既に後退を開始していたブルゴーニュ軍は、より規模の大きいスイス軍第二陣の出現で混乱に陥った。整然たる後退は敗走に替わり、ブルゴーニュ軍は算を乱して逃げ出した。シャルルは混乱する軍の中にあって、立ち止まるように大声で命じ、逃亡する兵士を剣のひらで打った。しかし始まってしまった敗走を止めることはできず、シャルルも逃げざるを得なかった。スイス軍はブルゴーニュ軍を追撃するのに必要な騎兵部隊をもっていなかったため、両軍とも犠牲者はほとんどなかった。スイス軍はわずかな損害で、ヨーロッパで最も偉大な公爵に恥をかかせ、最強と恐れられた軍の一つを打ち破り、莫大な財宝を手に入れた。シャルル自身から得た戦利品がもっとも素晴らしかった。それは宝石、金銀器、タペストリー、そしてブルゴーニュ軍の大砲の大部分といったものであった。スイス人は当初それにどれほどの価値があるかわからなかった。この時の戦利品のごく一部と考えられる品々は、今日でもスイス各地の博物館で展示されている。また、わずかに残された大砲類はスイスのヌーシャテルに近いラ・ヌーヴヴィルの博物館に収蔵されている。

## 結果
この戦いの後、スイス兵はまだ同胞が木に吊るされているところまでやってきた。これを目撃したペータマン・エッテルリンはこの光景を「暴君の手により絞首刑に処された高潔な人々が無惨にも城の正面の木々に吊られて間もない姿のままあった。それは悲惨で哀れな光景だった。1本の大枝に10ないし20人の男が吊るされていた。木々は下へ曲がり吊られた人間でいっぱいだった。父と息子、あるいは2人の兄弟や友人同士が隣り合わせで吊られていた。惨めな姿でぶら下がっている彼らの姿を見つける名誉に浴したのは彼らの友人やいとこ、あるいは兄弟だった。号泣と悲嘆の中に最初の怒りと苦痛があった…。」と記述している。
シャルルは捕虜を殺すことでスイス人の士気を挫こうとしたが、むしろ逆に彼らを結束させ自らの破滅を招く結果となった。1476年6月、ブルゴーニュ軍はムルテンの戦いでスイス軍と戦ったが、完敗した。